# Sweating Bullets
"Sweating Bullets" er en single udgivet af det amerikanske thrash metal-band Megadeth fra deres album Countdown to Extinction. Sangen blev udgivet som single i 1993, og nåede en 29. plads på den amerikanske Mainstream Rock-hitliste samt 26. plads i Storbritannien. Teksten omhandler personlighedsspaltning.

## Musikvideo
Musikvideoen til "Sweating Bullets" viser bandets medlemmer i et sindssygehospital, hvor forsanger Dave Mustaine har op til flere diskussioner med andre udgaver af sig selv.

## Spor

### Disk 1
1. "Sweating Bullets (Anxiety Edit)" (Mustaine) – 4:11
2. "Symphony Of Destruction (Live)" (Mustaine) – 4:03
3. "Countdown To Extinction (Live)" (Mustaine/Menza/Ellefson/Friedman) – 4:21
4. "Symphony Of Destruction (Edited Gristle Mix)" (Mustaine) – 3:49

### Disk 2
1. "Sweating Bullets (Live)" (Mustaine) – 5:00
2. "Ashes In Your Mouth (Live)" (Mustaine/Menza/Ellefson/Friedman) – 6:27
3. "Symphony Of Destruction (Gristle Mix)" (Mustaine) – 9:52